# Marco Saraceni
Marco Saraceni, o Saracini (Arezzo, luglio 1535 – Volterra, 21 settembre 1574), è stato un vescovo cattolico italiano.

## Biografia
Nacque ad Arezzo nel 1535 da una famiglia originaria di Siena.
Il 15 gennaio 1574 papa Gregorio XIII lo nominò vescovo di Volterra. Ricevette la consacrazione episcopale il 24 gennaio seguente nella Cappella Sistina a Roma dalle mani del cardinale Felice Peretti, allora vescovo di Fermo (poi eletto papa con il nome di Sisto V), co-consacranti l'arcivescovo Giacomo Lomellino del Canto, arcivescovo metropolita di Palermo, e il vescovo Adriano Fuscone, vescovo di Aquino.
Morì a Volterra il 21 settembre 1574, dopo soli nove mesi di episcopato, e fu sepolto nella cattedrale di Volterra.

## Genealogia episcopale
La genealogia episcopale è:
- Vescovo Antonio Lauro
- Papa Sisto V
- Vescovo Marco Saraceni